# Nordlig snabblöpare
Nordlig snabblöpare (Bembidion grapei) är en skalbaggsart som beskrevs av Leonard Gyllenhaal. I den svenska databasen Dyntaxa används istället namnet Bembidion grapii. Nordlig snabblöpare ingår i släktet Bembidion och familjen jordlöpare. Arten är reproducerande i Sverige. Inga underarter finns listade i Catalogue of Life.